# Cavalli dei Gonzaga

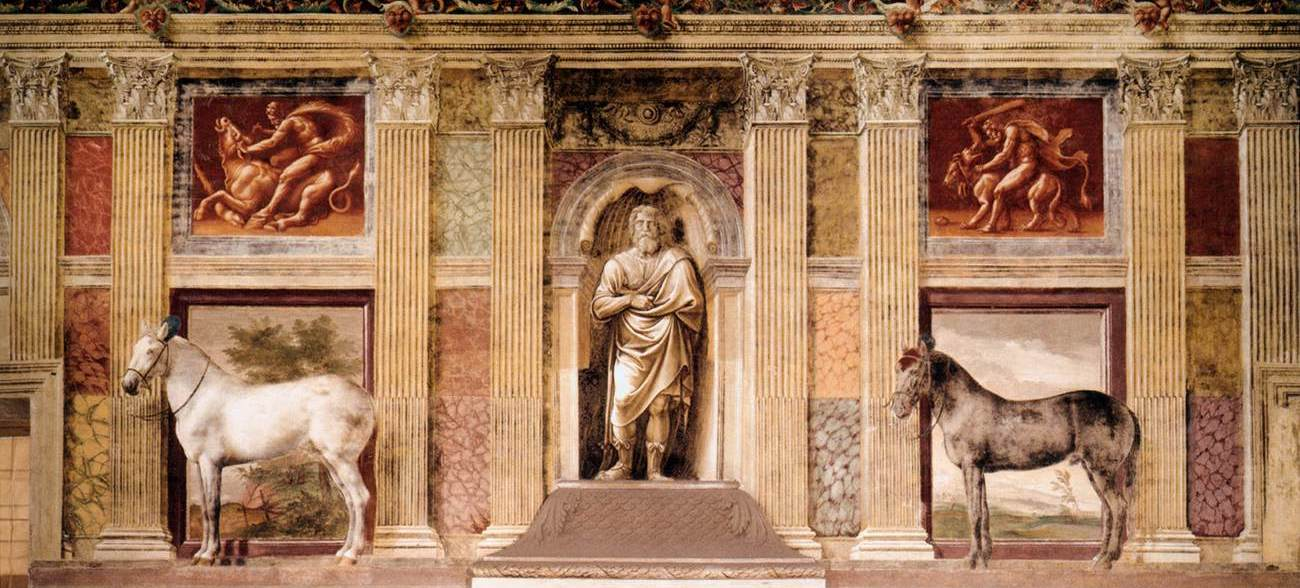
Giulio Romano, Sala dei Cavalli di Palazzo Te a Mantova

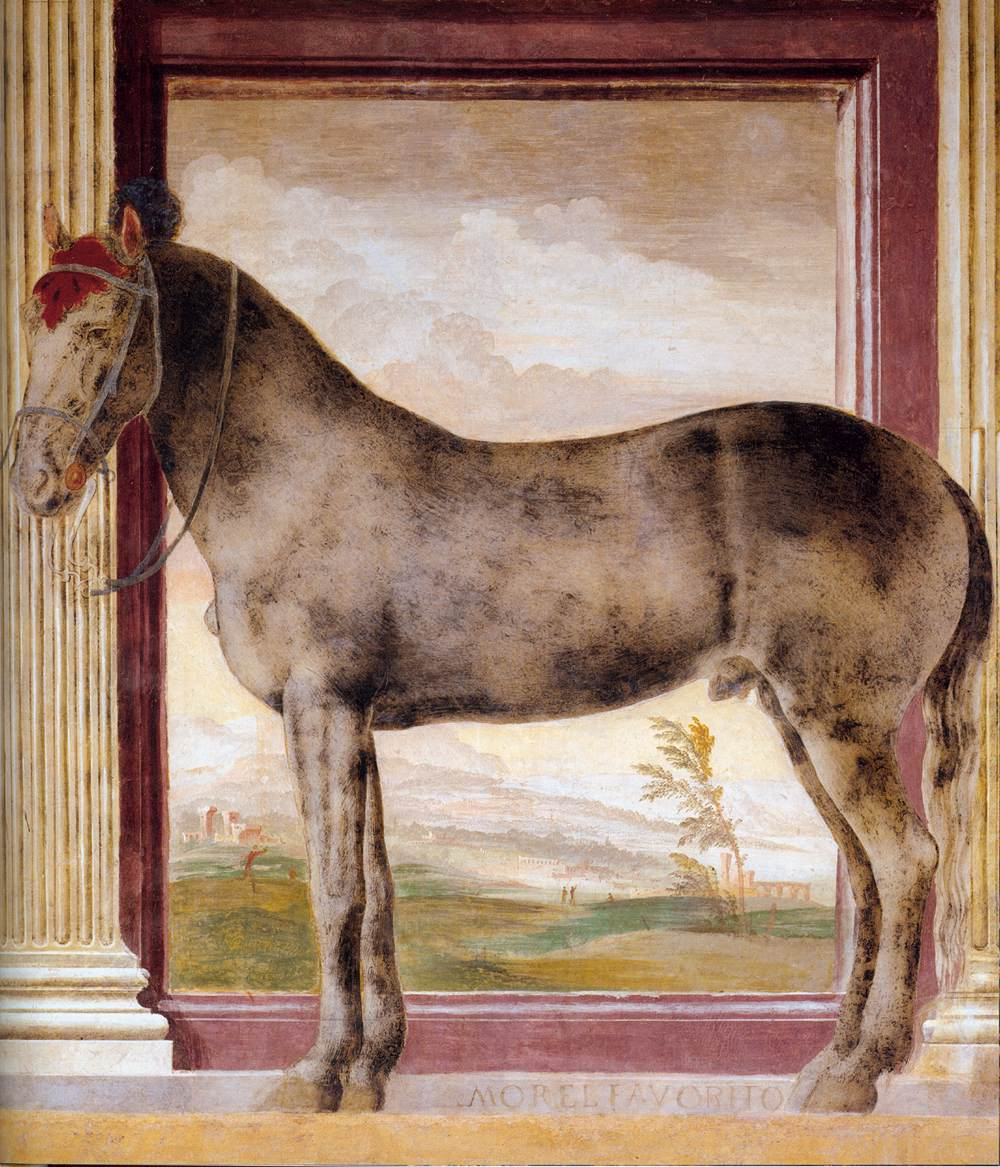
Giulio Romano, Sala dei Cavalli di Palazzo Te a Mantova

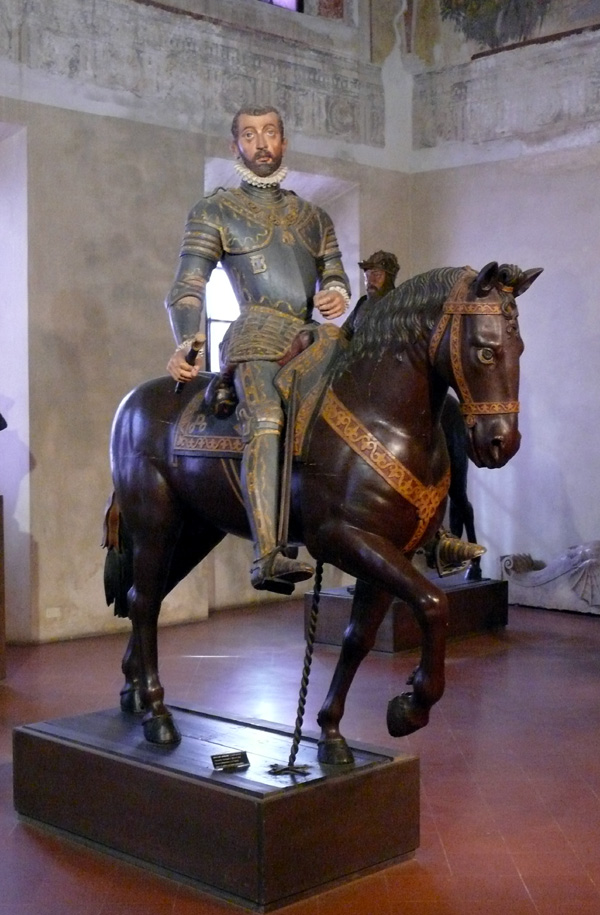
Vespasiano I Gonzaga a cavallo

I Gonzaga, signori di Mantova, furono importanti mecenati e passarono alla storia anche per essere stati grandi estimatori e importanti allevatori di cavalli, apprezzati e diventati famosi in tutte le corti d'Europa.
Le prime notizie di un allevamento di cavalli risale alla metà del Quattrocento al tempo del marchese Ludovico III Gonzaga, che intese impiegarli per palii e tornei, entrando in competizioni con le grandi famiglie del tempo Medici, Estensi e Farnese.
Il marchese Francesco II Gonzaga, orgoglioso allevatore che possedette alla fine del Quattrocento 125 esemplari, chiamò i suoi  cavalli berberi "la raza nostra de casa".
Già nel Cinquecento, i marchesi di Mantova erano considerati i migliori allevatori d'Europa.
A Mantova venivano allevati cavalli per tornei, da corsa, da tiro e da trasporto. Ma furono i cavalli da corsa ad essere tenuti in grande considerazione, tanto che il re d'Inghilterra Enrico VIII chiese a Federico II Gonzaga alcuni esemplari. Furono molto apprezzati e ricercati per i loro allevamenti i cavalli arabi, che i Gonzaga acquistarono direttamente in Spagna tramite loro fidati selezionatori già agli inizi del Cinquecento.
I Gonzaga utilizzarono i loro migliori esemplari quale scambi di doni con le famiglie potenti loro amiche, tra queste i re di Francia. Di scambio di cavalli con la corona inglese si parla in alcune lettere datate 1514 tra Enrico VIII e il marchese di Mantova.
L'imperatore Carlo V, in visita a Mantova nel 1530, ricevette in dono uno dei cavalli delle scuderie dei Gonzaga. Queste erano inizialmente collocate nella reggia, vicino al castello di San Giorgio, mentre altri edifici ospitanti i cavalli erano collocati nel luogo ove venne edificato Palazzo Te.
Al mito dei cavalli gonzagheschi è dedicata la Sala dei Cavalli nel Palazzo Te a Mantova, opera di Giulio Romano.